# Maksym Rjabucha

Bischofswappen von Maksym Rjabucha

Maksym Rjabucha SDB (ukrainisch Максим Рябуха; * 18. Mai 1980 in Lwiw, Ukrainische SSR) ist ein ukrainischer griechisch-katholischer Ordensgeistlicher und Erzbischöflicher Exarch von Donezk.

## Leben
Maksym Rjabucha trat 1998, nachdem er bereits von September 1997 bis August 1998 das Vor-Noviziat in Obroschyne besucht hatte, der Ordensgemeinschaft der Salesianer Don Boscos bei und absolvierte das Noviziat in Pinerolo. Am 8. September 1999 legte er in Turin die erste Profess ab. Er studierte von September 1999 bis Juli 2001 Philosophie am Philosophischen Institut der Salesianer in Nave, das der Päpstlichen Universität der Salesianer in Rom angegliedert ist. Anschließend wirkte Rjabucha als Seelsorger in Odessa (2001–2002) und in Lwiw (2002–2003). Von 2003 bis 2006 folgte das Studium der Katholischen Theologie in Turin. Nachdem Rjabucha am 19. August 2005 in Lwiw die ewige Profess abgelegt hatte, empfing er in der dortigen Kirche Mariä Schutz durch den emeritierten Bischof der Eparchie Santa María del Patrocinio en Buenos Aires, Andrés Sapelak SDB, am 24. Juni 2006 die Diakonen- und am 4. August 2007 die Priesterweihe.
Rjabucha war von 2007 bis 2010 als Direktor der Katecheseschule der Pfarrei Allerheiligste Gottesmutter und als Koordinator für die Jugendpastoral sowie als Direktor der Salesianerkommunitäten in Lwiw (2007–2010) und in Wynnyky (2010–2011) tätig. Von 2009 bis 2012 fungierte er zudem als nationaler Delegat für die Jugendpastoral. Daneben erwarb er 2011 an der Interregionalen Akademie in Kiew einen Bachelor of Laws im Fach Personalmanagement und an der Nationalen Polytechnischen Universität Lwiw einen Master im Fach Schulverwaltung sowie 2015 an der Nationalen Wassyl-Stefanyk-Universität der Vorkarpaten in Iwano-Frankiwsk einen Master im Fach Sozialpädagogik. Von 2011 bis 2013 war Maksym Rjabucha Direktor und Ökonom der Kommunität seiner Ordensgemeinschaft in Dnipro, bevor er Pfarradministrator der Pfarrei St. Johannes Chrysostomos in Kiew und Verantwortlicher für die Hochschulpastoral in der Erzeparchie Kiew wurde. Zusätzlich war er von 2016 bis 2018 Mitarbeiter der Apostolischen Nuntiatur in der Ukraine. Zudem lehrte er Pädagogik am griechisch-katholischen Priesterseminar in Kiew. Ab 2018 war Rjabucha Rektor der Salesianerkommunität Maria Hilfe der Christen in Kiew. Außerdem wirkte er von 2018 bis 2021 als Delegat für die Ausbildung und als Vikar des Provinzials der ukrainischen Vize-Ordensprovinz der Salesianer sowie von 2020 bis 2021 als Delegat für die Berufungspastoral und die Salesianische Familie.
Die Synode der ukrainisch-griechisch-katholischen Kirche wählte ihn zum Weihbischof in Donezk. Dieser Wahl stimmte Papst Franziskus am 19. September 2022 zu und ernannte ihn zum Titularbischof von Stephaniacum. Der Großerzbischof von Kiew-Halytsch, Swjatoslaw Schewtschuk, spendete ihm am 22. Dezember desselben Jahres in der Auferstehungskathedrale in Kiew die Bischofsweihe; Mitkonsekratoren waren der Erzbischöfliche Exarch von Donezk, Stepan Menjok CSsR, und der Weihbischof in Kiew, Josyf Miljan MSU.
Die Synode der ukrainisch-griechisch-katholischen Kirche wählte ihn am 17. Oktober 2024 zum Erzbischöflichen Exarchen von Donezk. Die Amtseinführung fand am 21. November desselben Jahres statt.